# Pseudagrion kaffinum
Pseudagrion kaffinum là một loài chuồn chuồn kim thuộc họ Coenagrionidae. Đây là loài đặc hữu của Ethiopia. Môi trường sống tự nhiên của chúng là sông ngòi.